# Ukryte w śniegu
Ukryte w śniegu – minialbum rapera Bisza i producenta muzycznego Elhuana. Wydawnictwo ukazało się 26 lutego 2018 roku nakładem wytwórni muzycznej Pchamytensyf.

## Lista utworów
Opracowano na podstawie materiału źródłowego.
1. „I”
2. „Ukryte w śniegu”
3. „Pochwała cienia”
4. „1 + 1 = 1” (gościnnie: Gverilla)
5. „II”
6. „Smutek świata” (gościnnie: DJ Paulo B.O.K)
7. „Godzina zmierzchu”
8. „Duch” (gościnnie: Soniamiki)
9. „III”